# بازیکن بین‌المللی
بازیکن بین‌المللی (به هندی: International Khiladi)فیلمی محصول سال ۱۹۹۹ و به کارگردانی اومش مهرا است. در این فیلم بازیگرانی همچون آکشی کومار، توینکله خانا، موکش خانا، گلشن گروور، جانی لور، آسرانی ایفای نقش کرده‌اند. این فیلم ششمین قسمت از سری فیلم‌های بازیکن است.